# 守護 (江西九江職大歌曲)
《守護》是一首歌曲，發佈於2020年2月。九江市公安局浔阳区分局民警刘鹏坤作詞，曾昭慧作曲，陈昱青編曲，曾昭慧演唱。歌曲致敬在COVID-19疫情中身處一线的抗击疫情工作者。